# Dora, Liban
Dora (în arabă الدورة) este o suburbie la nord-est de Beirut în Districtul Matn din guvernoratul Munții Liban. Suburbia are zone comerciale și rezidențiale. 
Dora este administrată de municipalitatea Bourj Hammoud. În timpul războiului civil Dora a intrat sub controlul Forțelor Libaneze. La începutul lunii aprilie 1989 a avut loc un incendiu masiv la un depozit de combustibil din Dora. Sunetul unuia dintre recipientele de gaz lichid care exploda a fost auzit la 40 km distanță în Sidon.

## Demografie
Dora este o suburbie creștină a Beirutului, dar libanezi de alte credințe locuiesc de asemenea, în acasă suburbie. Muncitorii străini, în special egipteni, irakieni și srilankezi locuiesc, de asemenea, în Dora din cauza chiriilor mai ieftine.

## Economie
Dora este una dintre cele mai aglomerate suburbii din Beirut, cu multe companii și fabrici situate în suburbie. Centrul Comercial Dora este o unitate comercială cu utilizare mixtă și unul dintre cele mai mari mall-uri din Liban, City Mall, care a găzduit anterior o sucursală a Giant, un lanț european de hipermarketuri cu sediul în Franța, acum numit TSC Mega.  Centrul găzduiește, de asemenea, Cinema City, un multiplex cu nouă ecrane de 1.789 de locuri amenajate în jurul unui atrium central luminat de cer.

## Spitale
Suburbia găzduiește Spitalul Saint Joseph des Soeurs de la Croix, care a fost fondat în 1952 de Venerabilul Père Jacques.

## Instituții religioase
Există numeroase biserici în Dora, inclusiv Biserica Sfântul Iosif și Asociația armeană a Tinerilor Adulți Cre;tini și Biserica Evanghelică Emanuel.

## Transporturi
Dora este un important nod de transport pentru autobuze, microbuze și taxiuri de serviciu către destinații de la nord de Beirut.
- Dora pe Google Maps Street View de Paul Saad